# Europäisches Weltraumastronomiezentrum

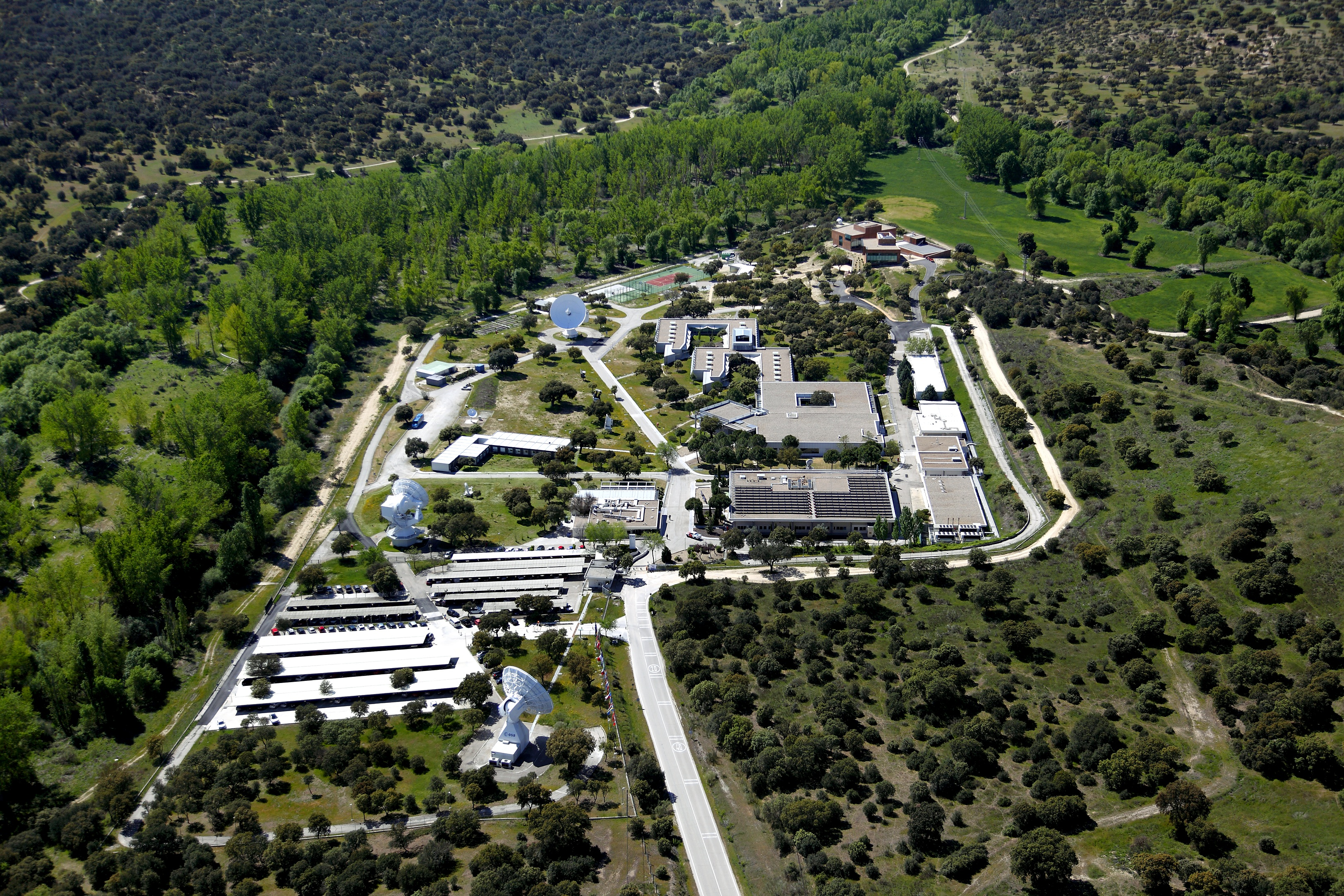
ESAC

Das Europäische Weltraumastronomiezentrum (European Space Astronomy Centre, ESAC) ist eine Einrichtung der Europäischen Weltraumorganisation in Villafranca del Castillo, 30 km westlich von Madrid in Spanien.
Es archiviert und wertet Daten aus, die bei den wissenschaftlichen Weltraummissionen der ESA anfallen und stellt sie der Forschung zur Verfügung. Seine 15-m-Antenne war Teil von ESTRACK, wie die 65 km entfernte 35-m-Antenne in Cebreros.
ESAC beheimatet die wissenschaftlichen Missionszentren (Science Operations Centres) für eine Reihe von wissenschaftlichen Missionen der ESA.
Zu den vielen unterstützten Missionen gehören Giotto, ISO, XMM-Newton, Integral, Herschel, Planck, SOHO, Mars Express, SMART-1, Rosetta, Huygens, Venus Express und Gaia.
Auf dem Gelände befindet sich außerdem seit der Gründung 1991 das spanische Laboratory for Space Astrophysics and Fundamental Physics (LAEFF), eine Forschungseinrichtung, die die Ausbildung von Wissenschaftlern zu Astrophysikern unterstützen soll. LAEFF ist eine Zusammenarbeit von INTA, CSIC und ESA.